# Anachron
 (décembre 2020).
Si vous disposez d'ouvrages ou d'articles de référence ou si vous connaissez des sites web de qualité traitant du thème abordé ici, merci de compléter l'article en donnant les références utiles à sa vérifiabilité et en les liant à la section « Notes et références ».
Anachron est une série de bande dessinée écrite par Thierry Cailleteau et dessinée par Joël Jurion, dont l'action se situe à la fin du XXIe siècle. L’histoire, qui se déroule principalement sur la planète fictive Anachron, mélange savamment fantastique et science-fiction.

## L'univers d'Anachron

### La planète Anachron
Cette planète possède deux lunes et se situe à 700 années-lumière de la Terre.
La civilisation de sa population est classée « médiévale-antique » et correspond à l'image que l'on se fait du médiéval-fantastique car la magie existe sur Anachron. Cela se constate dès le premier album mais n'est expliqué qu'au sixième : autour des trous noirs, il existe des zones où certaines manipulations de la matière, impossible ailleurs, peuvent être réalisées par des êtres évolués (comme l'homme).
Au moment de l'histoire, Anachron se trouve dans une de ces zones mais devrait en sortir dans les 2000 années qui suivent (ce qui serait arrivé à la Terre au XVIIe siècle) car les étoiles, en dérivant dans la galaxie, entraînent avec elles leurs planètes qui alors peuvent sortir de ces zones. Dans ce cas, l'éventuelle magie qui s'y trouve s'étiole et meurt.

### Le rôle de la Terre
En inventant un moteur hyperspatial (moteur permettant de voyager plus vite que la lumière) vers le milieu du XXIe siècle, les terriens remplissent la dernière des conditions nécessaires à l'entrée de leur planète dans une union interplanétaire appelée l'Alliance. En tant que 124e membre de cette union, la Terre a alors de nouveaux avantages et de nouveaux devoirs.
L'un de ces devoirs est de parrainer une planète dont la civilisation est moins avancée : le choix se porte sur Anachron car il y vit plusieurs espèces similaires à l'homme (dont une qui est quasiment identique à celui-ci).
Les terriens ont un rôle strict sur Anachron : s'assurer que la population de cette planète ne soit pas sujette à des influences extérieures, afin de la protéger.
La Terre y a plusieurs bases dont deux principales : une sur une île relativement isolée et une autre en orbite autour de la planète.

## L'histoire

### Synopsis
Fin du XXIe siècle, en Amérique du Sud, l’ONU met fin au régime néo-fasciste du dictateur Adolfo Kriegalder mais celui-ci parvient à s'enfuir avec ses douze ministres à bord d'un vaisseau spatial. Cela dit, ils seront assez vite retrouvés : le vaisseau de Kriegalder est parvenu à atteindre Anachron malgré les avertissements puis les tirs de la Vigilance, la base-satellite en orbite autour de cette planète.
Hugo Varegua, principal meneur de la résistance contre le régime de Kriegalder, est dépêché sur place et confirme que le vaisseau en question est bien celui du dictateur déchu. Il sera alors envoyé sur Anachron avec une équipe à la tête de laquelle se trouve l'officier Slava Pavlova, pour une mission secrète dont le but est d'arrêter l'ex-dictateur et ses ministres.
Cependant, dans une auberge de la baronnie de Norpath, Wodan, un mercenaire autochtone fort et courageux comme un chevalier, prépare une expédition contre les orques avec l'aide de Marconius, homme d'affaires dont le vrai nom est Salomon Marconi et qui est recherché sur terre, et de Falgant, qui est à la fois un barde, un magicien, un membre (trois fois millénaire) de la guilde de la lyre et... un personnage important de l'Alliance.
Le hasard mènera les deux expéditions à prendre le même chemin et un réflexe de la part d'Hugo Varegua (acte qu'il n'aurait dû commettre, bien que cela ait sauvé Wodan) donnera lieu à leur rencontre.
Peu après, Falgant signalera que les orques ont capturé un « grand dragon de fer » (le vaisseau de Kriegalder). Attaqués par surprise et avec une puissance de feu supérieure, les orques sont vite vaincus mais Kriegalder et ses complices cherchent à s'enfuir en se réfugiant dans un souterrain et, en cherchant une autre issue, ouvrent le tombeau du démon Memphégor, dit le Non-Nommé, alors qu'un tir de la Vigilance frappe le volcan à l'intérieur duquel ils se trouvent.
Cela dit, si le dictateur et ses ministres passent pour morts, il n'en est rien car ils ont été sauvés par Memphégor, qui fait d'eux ses treize capitaines et envoie douze d'entre eux (les douze ex-ministres) semer la terreur afin de récupérer toute sa puissance avant de détruire la Vigilance. En un mot, une nouvelle menace pèse sur Anachron.
De plus, le valet Ayméric a rapporté à Norpath un casque de pilote avec la tête du chef des orques : ce qui prolonge l'opération car, en vertu de leurs devoirs, les Terriens doivent récupérer ce casque.

### Personnages
- Adolfo Kriegalder
- Aymeric
- Barberase
- Enzo Lupino
- Falgant
- Hugo Veregua
- Krothal
- Le 7e capitaine
- Marconius/Salomon Marconi
- Memphégor/le Non-Nommé
- Slava Pavlova
- Wodan
- Ysoldine

### Autour des personnages
Certains personnages de l'histoire ont un nom s'inspirant de celui d'une personne, réelle ou fictive, appartenant à la culture occidentale :
- Adolfo Kriegalder → Adolf Hitler
- Barberase → Barbe-Rouge
- Enzo Lupino → Arsène Lupin
- Hugo Veregua → Ernesto Guevara
- Memphégor → Belphégor
- Wodan → Wotan (autre nom d’Odin)

## Publication

### Albums
1. Le Retour de la bête (avril 2001)[1]
2. Le Septième Capitaine (janvier 2002)
3. Le Passeur des monts Kordils (janvier 2003)[2]
4. L’Héritage du héros (avril 2004)
5. Pavillon noir sur la capricieuse (avril 2005)
6. La Main de Krothal (janvier 2007)

- intégrale du 1er cycle – tomes 1 à 4 (décembre 2007)

### Éditeurs
- Vents d'Ouest : tomes 1 à 6 (première édition des tomes 1 à 6)